# WUHF
WUHF（チャンネル31）は、アメリカ・ニューヨーク州ロチェスターにあるテレビ局で、FOXネットワークと提携している。ディアフィールド・メディアとの共有サービス契約（SSA）に基づいて、ABC/CW系列のWHAM-TV（チャンネル13）に特定のサービスを提供するシンクレア・ブロードキャスト・グループが所有している。両方の放送局はヘンリエッタのウェスト・ヘンリエッタ・ロード（NY 15）にあるスタジオを共有し（ロチェスターの郵送先住所）、WUHFの送信所はロチェスターとブライトンの境にあるピナクル・ヒル（Pinnacle Hill）にある。

## 歴史
1980年1月27日に、アニメ、シットコム（クラシック及び最近の）、映画、ドラマシリーズ、宗教番組を放送する総合エンターテイメントの独立放送局として運用を開始した。当時、ロチェスター市場で唯一の独立局だった。WUHFはマルライト（Malrite）が所有し、ゼネラル・マネージャー（General Manager）は元「ザ・ウェザー・アウトサイド（The Weather Outside）」のパーソナリティであったジェリー・カー（Jerry Carr）だった。どうやら、全くの偶然により、WUHFは、ニューヨーク市ではあるものの、同じチャンネル31で運用されていた別の無関係な放送局によって以前に使用されていたコールサインを再使用した。後者は、実験運用の最初の年（1961年～1962年）の間はWUHFコールサインのみを使用していて、現在は、イオン・テレビジョンの直営局となっている。
1983年、元アンダーグラウンド漫画家のブライアン・ブラムが、金曜・土曜深夜から朝7:00まで生放送された番組『オール・ナイト・ライブ（All Night Live）』の制作・ホストを務めた。この番組は、パーソナル・エフェクツ（Personal Effects）、カズン・アル・アンド・ザ・レラティブズ（Cousin Al and the Relatives）、ザ・デグラーズなどの地域のバンドのショーケースだった。1986年10月9日、ロチェスターのFOXのチャーター提携局となり、「Fox 31」としてブランド化された。宗教番組の殆どは、それまでになくなっていた。しかし、当初、FOXが1987年4月まで『ザ・レイト・ショー・スターリング・ジョーン・リバーズ』という1つの番組のみを放送し、その後も1993年まで1週間分の番組を放送しなかったため、独立局として編成されていた。1989年、アクトIIIブロードキャスティングはマルライト・コミュニケーションズ・グループ（Malrite Communications Group）からWUHFを買収した。
同年後半、アクトIIIブロードキャスティングは近くのバッファローにあるWUTVを買収した。都市レベルの信号オーバーラップのため（連邦通信委員会（FCC）の規則では、通常、1つの会社が重複する放送範囲を持つ2つの放送局を所有することを禁止しており、FCCは2000年まで権利放棄を検討することさえなかった）、アクトIIIは2つの放送局を共同所有することを求める相互所有権の放棄を申請した。グループ契約では、1994年にサリバン・ブロードキャスティング（Sullivan Broadcasting）を通じてアブリー（Abry）が所有者になった。アクトIIIは、僅か1年後に別の会社WUHFに売却しようとしたが、買い手は見つからなかった。
1998年までにシンクレアに管理され、最終的にサリバンを買収するグループ契約の一環としてシンクレアに売却された。1990年代には、古典的なシットコム、映画、ドラマ番組が、トーク番組、リアリティ番組、法廷番組に取って代わられた。2001年末、FOXが全国の平日の子供向けブロックを終了したため、WUHFはアニメの平日放映を終了した。1999年から2005年までは「Fox 31」のロゴを採用していたが、1999年に局名を「Fox Rochester」に変更した。そのデジタル信号は、2004年にFCCの一時的な特別権限の下でオンエアで開局された。
2005年8月、シンクレア・ブロードキャスト・グループは、CBS提携局のWROC-TV（チャンネル8）の所有者であるネクスター・ブロードキャスティング・グループと共有サービス契約を結んだ。シンクレアは、ネクスターがWUHFの番組編成を制御できるようにする下位エンティティになることに同意した。その後、ロチェスターのイースト・アベニュー（NY 96）にあるスタジオからWROC-TVの施設に移動した。
2012年5月15日、シンクレアとFOXは、WUHFを含むシンクレアの19のFOX加盟局とのネットワークの提携契約を5年間延長することに合意し、2017年まで同ネットワークの番組を放送し続けることを許可した。
2012年12月3日、シンクレアはABC系列のWHAM-TVの非FCC資産をニューポート・テレビジョンから取得し、ライセンスとその他のFCC資産をシンクレアの関連会社ディアフィールド・メディアに譲渡すると発表した。2013年末、ネクスターとのSSAを終了し、事業をヘンリエッタにあるWHAM-TVの施設に移した。

## ニュース放送
1997年11月30日、独自のニュース部門を設立し、日曜日夜のスポーツハイライト番組と共に夜間のプライムタイムのニュース番組（当初は『Fox News First』、後に『The Ten O'Clock News』に改名）を放映した。2003年、シンクレアの中央集権的な『ニュースセントラル』形式を採用し、ローカルで制作された枠と、メリーランド州ハントバレーにあるシンクレアのスタジオから制作された全国枠と保守的な解説を特徴とした。
運営がネクスターに引き継がれた後、WUHFは2005年9月1日に『ニュースセントラル』をWROC制作の『Fox First at 10』に置き換えた。同ニュース放送は最初は30分間放映された後に、45分間に拡張され、残りの1時間はスポーツニュースコーナー『スポーツ・エクストラ（Sports Extra）』で埋められた。
2012年9月4日、WROC-TVはロチェスター地域で2番目に高解像度でローカルニュース番組の放送を開始した。アップグレードには、WUHFの22:00のニュースが含まれていた。
2014年1月1日、WUHFの22:00のニュースは新しい姉妹局のWHAM-TVに引き継がれた。また、7:00から9:00まで、朝のニュース番組『Good Day Rochester（グッデイ・ロチェスター）』の放送を開始した。

### 注目の現役放送スタッフ
- マイク・カタラーナ（英語版） - スポーツディレクター。平日夜

### 著名な元放送スタッフ
- ジェナ・ウルフ（英語版） - スポーツアンカー（1998年 - 1999年; 現：FS1（英語版）の『First Things First（ファースト・シングス・ファースト）』に参加)

## 技術情報

### サブチャンネル
デジタル信号は多重化されている。
| チャンネル | 解像度 | アスペクト比 | ショートネーム | 番組編成           |
| ---------- | ------ | ------------ | -------------- | ------------------ |
| 31.1       | 720p   | 16:9         | WUHF-DT        | メインWUHF番組/FOX |
| 31.2       | 480i   | 4:3          | Antenna        | アンテナTV         |
| 31.3       | 480i   | 4:3          | Comet-T        | コメット           |
| 31.4       | 480i   | 16:9         | TBD            | TBD                |

2006年、新しい第2のデジタルサブチャンネルにザ・チューブデジタルミュージックビデオチャンネルを追加した。 2007年に同ネットワークが廃局した際、同チャンネルは削除された。

### アナログからデジタルへの変換
WUHFは、アメリカのフルパワーテレビが連邦政府の指令の下でアナログ放送からデジタル放送に移行する当初の目標日であった2009年2月17日に、UHFチャンネル31を介したアナログ信号での通常の番組を終了した（殆どのシンクレア所有局と同様に、同年3月3日まで放送されていた「常夜灯」ループに置き換えられた）。デジタル信号は、移行前のUHFチャンネル28のままだった。PSIPを使用することで、デジタルテレビ受信機は仮想チャンネルを以前のUHFアナログチャンネル31として表示する。

### ATSC 3.0
| チャンネル | 解像度 | アスペクト比 | ショートネーム | 番組編成                      |
| ---------- | ------ | ------------ | -------------- | ----------------------------- |
| 8.1        | 1080p  | 16:9         | WROC           | WROC-TVのATSC 3.0同時放送/CBS |
| 13.1       | 720p   | 16:9         | WHAM           | WHAM-TVのATSC 3.0同時放送/ABC |
| 21.1       | 1080p  | 16:9         | WXXI           | WXXI-TVのATSC 3.0同時放送/PBS |
| 31.1       | 720p   | 16:9         | WUHF           | メインWUHF番組/FOX            |

## カナダのケーブル搬送
1994年、カナダのいくつかのケーブルシステムが、他の方法ではFOXが利用できなかった市場外地域で、キャンコム通信衛星を介してWUHFの伝送を開始した。しかし、1980年代以降、オンタリオ州ベルビルやオンタリオ湖の北岸にある他の地域ではケーブルで搬送されてきた。2012年後半（イーストリンクの場合は2013年1月30日）まで、カナダ大西洋州の視聴者向けにイーストリンク（SDのみ）とベル・アリアントFibreOP TV（SDとHDの両方で）で放送されていたが、ボストンでは元FOX O&O（現：コックス・メディア・グループが所有）であるWFXTに置き換えられた。WUHFは、マニトバ州、ニューファンドランド・ラブラドール州だけでなく、ノースカントリーのサウザンド諸島地域のハモンド（シチズンズ・ケーブルTV経由）でも放送されている。1996年から衛星システムで放送されており、現在、ショー・ダイレクト衛星プロバイダーでカナダで見られるロチェスターを拠点とする唯一のテレビ局である。
モントリオール西部郊外のCFケーブルが1995年にWUHFを運営していたが、翌年にはバッファローの姉妹放送局WUTVに置き換えられた。同局は、ウェスト・アイランドの外にあるケーブルシステムのビデオトロンで搬送された。また、モントリオールケーブルで搬送された最初のFOX加盟局でもあった。しかし、その都市の北部の郊外（特にサン・ジェローム）では、モントランブランではWFFF-TVと他のバーモント州バーリントン - ニューヨーク州プラッツバーグの放送局が代わりに見られるが、まだWUHFを放送している。